# Слак (приток Калмашки)
Слак (баш. Ыҫлаҡ) — река в России, протекает по Башкортостану, Благоварский район и Чишминский район. Устье реки находится в 12 км по правому берегу реки Калмашка. Длина реки составляет 19 км.

## Данные водного реестра
По данным государственного водного реестра России относится к Камскому бассейновому округу, водохозяйственный участок реки — Дёма от истока до водомерного поста у деревни Бочкарёва, речной подбассейн реки — Белая. Речной бассейн реки — Кама.
Код объекта в государственном водном реестре — 10010201312111100024960.